# Laguna Yema (Formosa)
Laguna Yema é um município da argentina localizada na província de Formosa. E a capital do departamento de Bermejo.